# Roberto Giorgetti
Roberto Giorgetti (* 4. November 1962 in Borgo Maggiore) ist ein san-marinesischer Politiker.

## Leben
Giorgetti studierte Wirtschaftswissenschaften an der Universität Bologna. Er war bei diversen Kulturorganisationen beschäftigt und gehörte dem Verwaltungsrat der san-marinesischen Sozialversicherung ISS und des AASS an. 2013 wurde er in den Verwaltungsrat der san-marinesischen Post gewählt.
Seit 1981 in der Jugendorganisation der der Jugendorganisation der Partito Democratico Cristiano Sammarinese aktiv, wurde er 1983 in den Vorstand gewählt. Von 1984 bis 1990 war er politischer Sekretär. 1992 verließ er die Partei und wurde 1996 Mitglied der Alleanza Popolare. Von 2001 bis 2006 war er Coordinatore der Partei.
1998 und 2001 kandidierte er für das san-marinesische Parlament, den Consiglio Grande e Generale, verfehlte jedoch den Einzug ins Parlament. Bei der Wahl 2006 gelang im erstmals der Einzug ins Parlament. Bei der Wahl 2008 konnte er seinen Parlamentssitz verteidigen. Er wurde Fraktionsvorsitzender der AP und Mitglied im Außen-, Finanz- und Justizausschuss. Bei den Parlamentswahlen 2012 erhielt die AP nur vier Sitze, Giorgetti erreichte Platz zehn auf der Liste und verlor sein Mandat. Vor den Neuwahlen im November 2016 schloss sich die AP mit der Unione per la Repubblica (UpR) zu Repubblica Futura (RF) zusammen. Als Teil der Koalition adesso.sm, die die Stichwahl vom 4. Dezember 2016 gewann RF 11 Parlamentssitze. Giorgetti zog wieder ins Parlament ein und wurde Fraktionsvorsitzender der RF.
Für die Periode vom 1. Oktober 2006 bis 1. April 2007 wurde er gemeinsam mit Antonio Carattoni zum Staatsoberhaupt von San Marino (Capitano Reggente) gewählt.
Giorgetti ist verheiratet, hat einen Sohn und lebt in Borgo Maggiore.